# Lesueurigobius sanzi
Lesueurigobius sanzi es una especie de peces de la familia de los Gobiidae en el orden de los Perciformes.

## Morfología
Los machos pueden llegar a alcanzar los 11 cm de longitud total.

## Hábitat
Es un pez de mar y, de clima subtropical y demersal que vive entre 47-117 m de profundidad.

## Distribución geográfica
Se encuentra en el Atlántico oriental (desde Portugal hasta Mauritania, aunque también se encuentra al norte de Namibia

## Observaciones
Es inofensivo para los humanos. 